# Sicco Polenton
Sicco Polenton, o Polentone, propriamente Sicco Rizzi (Levico Terme, 1375/1376 circa – Padova, 1447), è stato uno scrittore, umanista e giurista italiano.
È ricordato per diversi studi sui classici latini, e per una commedia in sette quadri, Catinia.

## Biografia
Sicco Rizzi (assunse il soprannome "Polentón" dal padre Bartolomeo) nacque a Levico Terme tra il 1375 e il 1376. Studiò grammatica e retorica a Padova, alla scuola di Giovanni Conversini, che ebbe fra i suoi allievi anche Vittorino da Feltre. All'età di vent'anni iniziò a svolgere l'attività di notaio, che lo portò nel giro di poco tempo ad assumere la prestigiosa carica di Cancelliere del comune. Nel 1408 sposò Antonia Enselmini.

Risale al 1413 il suo primo studio sulla letteratura latina, gli Argumenta super aliquot orationibus Ciceronis. Nel 1419 diede alla luce la sua opera più celebre, la commedia in sette quadri Catinia. Negli anni successivi lavorò alla stesura dell'ambizioso Scriptorum illustrium latinae linguae, una delle prime storie della letteratura latina dell'epoca moderna. Ritiratosi nel 1430 a vita privata, scrisse negli ultimi anni di vita alcuni trattati di argomento religioso. Morì a Padova tra il 1446 e il 1447, e venne sepolto nella chiesa di San Leonardo.

## Opere
- Argumenta super aliquot orationibus Ciceronis (1413)
- Catinia (1419)
- Scriptorum illustrium latinae linguae (1430?)